# Betrayal at Krondor
Betrayal at Krondor is een computerspel voor DOS dat in 1993 werd gepubliceerd door Sierra On-Line en geproduceerd door Dynamix. Het is een computerrollenspel gebaseerd op de boeken van Raymond E. Feist. Ondanks goede recensies kwam de verkoop niet echt van de grond totdat de cd-versie werd uitgebracht. Het spel kweekte een schare echte fans, mede door de sterke verhaallijn (waar Feist zelf ook nog aan heeft meegewerkt) en de combinatie van zowel 3D- als 2D-perspectief.
Het spel begint wanneer Locklear en Owyn zich in het gezelschap bevinden van de mysterieuze Gorath, een Moredhel. Gorath heeft zich vrijwillig gevangen laten nemen door Locklear omdat hij een belangrijke boodschap heeft voor Arutha, de prins van Krondor. Vanaf dat punt komen er veel verrassende wendingen in het verhaal naar boven die Raymond E. Feist later ook geïnsipireerd hebben om er een nieuwe toevoeging van zijn eigen oeuvre van te maken: Krondor: the betrayal.
In 1997 werd Betrayal at Krondor freeware met als belangrijkste reden dat het gebruikt zal worden als promotie voor diens opvolger: Betrayal in Antara. De derde en laatste titel in de lijn is Return to Krondor, die in tegenstelling tot Betrayal in Antara wel weer plaatsvindt in Midkemia, de fantasiewereld geschapen door Raymond E. Feist. Oorspronkelijk zou niet Betrayal in Antara maar Thief of Dreams de opvolger worden van Betrayal at Krondor, maar doordat de rechten voor het gebruikmaken van Feist' wereld waren verkocht liet men dat project vallen. 